# Pilota d'Or 2005
La Pilota d'Or 2005 va recompensar el 28 de novembre de 2005 a Ronaldinho com a millor futbolista del món, segons la revista France Football.

## Classificació completa
| Posició | Nom                 | Club                          | Nacionalitat  | Punts |
| 1       | Ronaldinho          | FC Barcelona                  | Brasil        | 225   |
| 2       | Frank Lampard       | Chelsea F.C.                  | Anglaterra    | 148   |
| 3       | Steven Gerrard      | Liverpool FC                  | Anglaterra    | 142   |
| 4       | Thierry Henry       | Arsenal FC                    | França        | 41    |
| 5       | Andrí Xevtxenko     | AC Milan                      | Ucraïna       | 33    |
| 6       | Paolo Maldini       | AC Milan                      | Itàlia        | 23    |
| 7       | Adriano             | FC Internazionale Milano      | Brasil        | 22    |
| 8       | Zlatan Ibrahimović  | Juventus FC                   | Suècia        | 21    |
| 9       | Kaká                | AC Milan                      | Brasil        | 19    |
| 10      | Samuel Eto'o        | FC Barcelona                  | Camerun       | 18    |
| 10      | John Terry          | Chelsea F.C.                  | Anglaterra    | 18    |
| 12      | Juninho             | Olympique de Lió              | Brasil        | 15    |
| 13      | Claude Makélélé     | Chelsea F.C.                  | França        | 8     |
| 14      | Juan Román Riquelme | Vila-real CF                  | Argentina     | 7     |
| 14      | Petr Čech           | Chelsea F.C.                  | Txèquia       | 7     |
| 14      | Didier Drogba       | Chelsea F.C.                  | Costa d'Ivori | 7     |
| 14      | Michael Ballack     | FC Bayern de Múnic            | Alemanya      | 7     |
| 18      | Zinédine Zidane     | Reial Madrid CF               | França        | 5     |
| 19      | Gianluigi Buffon    | Juventus FC                   | Itàlia        | 4     |
| 20      | Jamie Carragher     | Liverpool FC                  | Anglaterra    | 3     |
| 20      | Cristiano Ronaldo   | Manchester United F.C.        | Portugal      | 3     |
| 22      | Michael Essien      | Olympique de Lió / Chelsea FC | Ghana         | 2     |
| 23      | Luis García         | Liverpool FC                  | Catalunya     | 1     |
| 23      | Pavel Nedvěd        | Juventus FC                   | Txèquia       | 1     |

Els jugadors que van ser nominats però no van obtindre cap punt en les votacions, van ser: 
| Nom                 | Equip                    | Nacionalitat  |
| David Beckham       | Reial Madrid CF          | Anglaterra    |
| Mauro Camoranesi    | Juventus FC              | Itàlia        |
| Fabio Cannavaro     | Juventus FC              | Itàlia        |
| Grégory Coupet      | Olympique de Lió         | França        |
| Cris                | Olympique de Lió         | Brasil        |
| Deco                | FC Barcelona             | Portugal      |
| Dida                | AC Milan                 | Brasil        |
| Emerson             | Juventus FC              | Brasil        |
| Luís Figo           | FC Internazionale Milano | Portugal      |
| Roy Makaay          | FC Bayern de Múnic       | Països Baixos |
| Michael Owen        | Newcastle United F.C.    | Anglaterra    |
| Park Ji-sung        | Manchester United F.C.   | Corea del Sud |
| Andrea Pirlo        | AC Milan                 | Itàlia        |
| Raúl                | Reial Madrid CF          | Espanya       |
| Arjen Robben        | Chelsea FC               | Països Baixos |
| Roberto Carlos      | Reial Madrid CF          | Brasil        |
| Robinho             | Reial Madrid CF          | Brasil        |
| Ronaldo             | Reial Madrid CF          | Brasil        |
| Wayne Rooney        | Manchester United F.C.   | Anglaterra    |
| Lilian Thuram       | Juventus FC              | França        |
| David Trezeguet     | Juventus FC              | França        |
| Ruud van Nistelrooy | Manchester United F.C.   | Països Baixos |
| Patrick Vieira      | Juventus FC              | França        |
| Xavi                | FC Barcelona             | Catalunya     |

1. ↑  «Ronaldinho fa entrega de la Pilota d’Or del 2005 al Museu». [Consulta: 11 març 2025].
2. ↑  «Ronaldinho - Títulos & Logros» (en castellà). [Consulta: 11 març 2025].
3. ↑  «Frank Lampard - Perfil del jugador» (en castellà). [Consulta: 11 març 2025].
4. ↑  «Steven Gerrard - Perfil del jugador» (en castellà). [Consulta: 11 març 2025].
5. ↑  «Thierry Henry - Perfil del jugador» (en castellà). [Consulta: 11 març 2025].
6. ↑  «Paolo Maldini - Perfil del jugador» (en castellà). [Consulta: 11 març 2025].
7. ↑  «Adriano - Perfil del jugador» (en castellà). [Consulta: 11 març 2025].
8. ↑  «Zlatan Ibrahimović - Perfil del jugador» (en castellà). [Consulta: 11 març 2025].
9. ↑  «Kaká - Perfil del jugador» (en castellà). [Consulta: 11 març 2025].
10. ↑  «Samuel Eto'o - Perfil del jugador» (en castellà). [Consulta: 11 març 2025].
11. ↑  «John Terry - Perfil del jugador» (en castellà). [Consulta: 11 març 2025].
12. ↑  «Juninho Pernambucano - Perfil del jugador» (en castellà). [Consulta: 11 març 2025].
13. ↑  «Claude Makélélé - Perfil del jugador» (en castellà). [Consulta: 11 març 2025].
14. ↑  «Juan Román Riquelme - Perfil del jugador» (en castellà). [Consulta: 11 març 2025].
15. ↑  «Petr Cech - Perfil del jugador» (en castellà). [Consulta: 11 març 2025].
16. ↑  «Didier Drogba - Perfil del jugador» (en castellà). [Consulta: 11 març 2025].
17. ↑  «Michael Ballack - Perfil del jugador» (en castellà). [Consulta: 11 març 2025].
18. ↑  «Zinédine Zidane - Perfil del jugador» (en castellà). [Consulta: 11 març 2025].
19. ↑  «Gianluigi Buffon - Perfil del jugador» (en castellà). [Consulta: 11 març 2025].
20. ↑  «Jamie Carragher - Perfil del jugador» (en castellà). [Consulta: 11 març 2025].
21. ↑  «Cristiano Ronaldo - Perfil del jugador 24/25» (en castellà). [Consulta: 11 març 2025].
22. ↑  «Michael Essien - Perfil del jugador» (en castellà). [Consulta: 11 març 2025].
23. ↑  «Luis García - Perfil del jugador» (en castellà). [Consulta: 11 març 2025].
24. ↑  «Pavel Nedved - Perfil del jugador» (en castellà). [Consulta: 11 març 2025].